# Partit polític

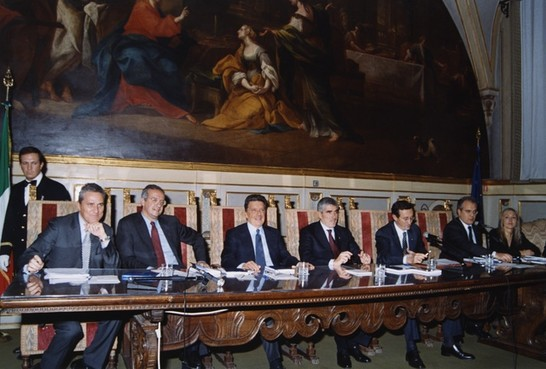
Presentació del llibre del 10è aniversari del partit polític italià Alleanza Nazionale.

Un partit polític és una organització política que s'adscriu a una ideologia determinada i/o representa algun grup en particular amb l'objectiu de participar en algun tipus d'elecció o sufragi. També es poden formar entorn algun tema d'interès especial. Els partits polítics en una democràcia solen informar l'opinió pública dels seus plans i propòsits. Els partits polítics constitueixen unitats organitzatives a les quals se'ls reconeix el dret de participar en un procés d'elecció política per mitjà de la presentació de candidats i programes d'acció o govern.
En els sistemes parlamentaris de govern, la majoria dels partits polítics elegeixen un cap (o més); si el partit polític obté majoria en les eleccions, el cap del partit es converteix en el cap de govern. Per contra, en els sistemes presidencialistes, el partit pot seleccionar al seu cap com a candidat, però, el president electe, sovint, ha de renunciar totes les connexions amb el seu partit tan bon punt comenci la seva gestió.
L'aparició dels partits de masses, des de la fi del segle xix i la importància que han aconseguit al darrer terç del segle xx, els partits d'ampli abast ideològic i social, els atribueixen un paper primordial en el funcionament dels règims polítics.

## Aproximacions teòriques als partits polítics

Existeixen diverses teories i postures entorn al bipartidisme i la polaritat esquerra i dreta

Un gran nombre d'obres i articles científics sobre l'origen dels partits polítics, citen com a autors clàssics més importants a Maurice Duverger, Anthony Downs, Giovanni Sartori, Seymour Martin Lipset i Stein Rokkanque els quals han servit de punt de partida i han marcat en bona part de l'agenda de recerca en aquest àmbit. Les seves aportacions, a pesar que han sofert nombroses crítiques i reelaboracions, suposen l'anclavatge dels elements fonamentals en l'anàlisi dels partits polítics.

### Maurice Duverger
La contribució de Maurice Duverger es dona tant en l'àmbit dels partits polítics com dels efectes dels sistemes electorals, ja que la seva teoria distingeix entre partits de quadres i partits de masses:
- Els partits de quadres són aquells que tenen una organització mínima i poc regulada, basada en unes elits que són capaces de disposar o mobilitzar prou recursos per a obtenir representació política sense necessitat de disposar d'un gran nombre d'afiliats.

- Els partits de masses són organitzacions més complexes i estructurades que mobilitzen més activament l'electorat per mitjà de la pertinença al partit com a militants.

Malgrat que Duverger plantejava aquesta distinció com una evolució històrica en què els partits de masses substituirien de forma gradual als partits de quadres, la distinció s'ha mantingut com una referència habitual a l'hora de descriure els partits polítics.
Les seves teories, sense dubte, han tingut efecte vers el sistema electoral, especialment, la seva teoria sobre la influència del tipus de sistema electoral en la configuració dels partits. Aquesta teoria es basava en tres lleis bàsiques sobre els efectes que té en el sistema en els partits:
- La primera és que els sistemes majoritaris a una volta tendeixen a generar un sistema bipartidista, perquè aquest procediment electoral penalitza la divisió de les candidatures i es constitueix, per tant, en un incentiu important per a la concentració de llistes fins al bipartidisme, ja que, si en aquests sistemes el segon partit queda subrepresentat, un tercer partit encara es veuria més afectat per la subrepresentació.

- La segona llei és que la representació proporcional tendeix a produir un sistema multipartidista, ja que, com que garanteix un repartiment proporcional dels vots entre les diferents candidatures, no es penalitza la fragmentació entre candidatures.

- La tercera llei és que un sistema majoritari a dues voltes tendeix a produir un sistema multipardista amb coalicions, ja que permet a una diversitat de candidatures posar a prova la seva capacitat electoral en una primera volta, per a retirar-se en favor del candidat més proper i més votat, i en què la segona volta, per tant, es constitueix com un vot a coalicions.

### Anthony Downs
La teoria moderna sobre els partits polítics té en el treball d'Anthony Downs un dels seus principals exponents. Downs utilitza una aproximació espacial dels partits polítics, que competeixen electoralment entre ells posicionant-se en diversos eixos (dreta-esquerra, catalanisme-espanyolisme, etc.) que els diferencien ideològicament els uns dels altres. Downs parteix d'uns supòsits basats en l'elecció racional, en què els actors defineixen uns objectius i actuen de la manera més eficient possible per tal d'assolir-los, i elabora un seguit d'axiomes sobre el comportament i les funcions de partits i electors. Els partits polítics en democràcia formulen la seva política estrictament com a mitjà per a obtenir vots i les polítiques que desenvolupen estan orientades a perpetuar-se el seu poder i servir els seus interessos (. La funció social del govern, consistent en l'elaboració i aplicació de polítiques, es pot considerar, doncs, com un subproducte d'aquestes motivacions privades. Per tant, el govern i els partits polítics sempre actuaran per maximitzar els vots, ja que és l'instrument per mitjà del qual poden fer efectius els seus interessos.
La ciutadania també té un comportament racional en relació amb la política i els partits. Així, en el moment d'exercir el seu dret a vot fa un càlcul del benefici de les accions que espera de cada opció política, tenint en compte si aquest arriba a governar, i a partir d'aquesta avaluació decideix el vot. Aquesta avaluació la fa tenint en compte l'acció passada del partit en el govern comparant-la amb la que hauria rebut si els partits opositors haguessin governat, és a dir, és una avaluació d'expectatives basades principalment en l'experiència passada. Els supòsits que fa servir la teoria de l'elecció racional que utilitza Downs parteixen d'una reducció de la realitat a un seguit de supòsits sobre el comportament dels individus, el que permet una anàlisi de la realitat que no impedeixi la construcció de models explicatius.
El model de Downs també té en compte com influeix el sistema electoral en el sistema de partits i en la manera en què competeixen mútuament, tal com ja deia Duverger. Per a Downs, en els sistemes bipartidistes, característics dels sistemes d'elecció majoritaris, els partits intenten ocupar les posicions centrals basant-se en la preferència mitjana dels electors, cosa que genera un eix de competició unidimensional en què tendeixen a convergir amb posicionaments similars sobre un seguit d'assumptes també compartits. En canvi, en els sistemes multipartidistes, que podríem relacionar amb els sistemes electorals proporcionals, els partits tendeixen a divergir, ja que fan l'esforç de diferenciar-se per a ocupar un espai propi, cosa que genera un espai multidimensional en què trobem més pluralitat d'eixos tant en l'àmbit ideològic com d'elaboració de polítiques.

### Giovanni Sartori
Giovanni Sartori va desenvolupar la teoria sobre els sistemes de partits proposant una tipologia que distingia entre dos grans sistemes, el sistema bipartidista o pluralisme moderat i sistemes pluralistes polaritzats. Els "pols" representen en l'aportació de Sartori els elements entorn dels quals els partits es posicionen i competeixen. Partint del supòsit que els partits són actors socials que tenen per objectiu assolir el suport de l'electorat i, consegüentment, el major nombre de vots possibles, traslladen la dimensió ideològica al sistema polític introduint assumptes a l'agenda política i a la seva acció que els beneficiï electoralment. Sartori situa els partits en un eix esquerra-dreta des del qual es produeix la competició electoral.
Així, doncs, per a dibuixar i caracteritzar el sistema de partits en la tipologia proposada per Sartori, cal tenir en compte dos conceptes bàsics: la polarització, referent al nombre de pols ideològics (dos o múltiples), i la fragmentació, que fa referència al nombre de partits polítics presents en el sistema polític.

### Seymour Martin Lipset i Stein Rokkan
Lipset i Rokkan van desenvolupar la idea dels eixos o clivelles (del terme francès cleavages) per explicar com el sistema europeu de partits remonta els seus orígens en el desenvolupament històric en l'àmbit econòmic, social i polític. En el procés de formació dels estats nació es creen una sèrie d'agents d'unificació i regulació que arriben a tot el territori de l'estat generant conflictes socials i polítics. Lipset i Rokkan identifiquen i agrupen les diverses línies de conflicte, i assenyalen l'existència de dues revolucions que generarien quatre línies de divisió crítiques en la societat europea entorn de les quals s'articularia la competició de partits del segle xx.
- La primera revolució és la que es produeix durant els segles xviii i xix que aniria transformant la divisió política europea en estats nació. Aquest procés generaria dos eixos essencials de conflicte. D'una banda, el conflicte església-estat, en què el procés de construcció dels estats i les institucions laiques en sectors d'influència tradicional de l'església generen una tensió social elevada. D'una altra banda, el conflicte centre-perifèria, en què el procés d'expansió de la cultura dominant de l'estat cap al conjunt del territori genera tensions amb les particularitats ètniques, lingüístiques, religioses, etc., de les minories perifèriques. El procés de construcció nacional per part de l'estat, basat en l'expansió de la cultura dominant per mitjà d'institucions com l'escola, l'exèrcit o l'administració pública, genera, un eix fonamental per a entendre la persistència o dilució de les identitats regionals perifèriques (i els nacionalismes) i la transformació posterior en un eix de competició política.

- La segona revolució és la vinculada al desenvolupament industrial del segle xix. Lipset i Rokkan identifiquen també dos eixos de conflicte social. D'una banda, la tensió camp-indústria, que contraposa els interessos rurals als de l'emergent indústria intensiva en mà d'obra i que creix al voltant de les ciutats, de manera que crea grans pols de creixement urbà. D'una altra banda, la tensió treballadors-propietaris, origen de l'eix de competició esquerra-dreta i que contraposa els interessos dels propietaris dels mitjans de producció capitalista amb els interessos dels treballadors.

Aquestes quatre línies de divisió articularan el conflicte polític de les societats modernes, i a l'entorn seu es posicionaran els partits polítics, que són els encarregats de traslladar aquests eixos de tensió a la competició política.

### Altres definicions des del punt de vista de la sociologia
Entre els molts sociòlegs i politòlegs que han estudiat i teoritzat sobre els partits polítics, hi ha Ostrogorsky, Robert Michels, Maurice Duverger, Max Weber i Nilda Viana.
Segons Nilda Viana, els partits polítics són organitzacions on predomina la burocràcia i la seua estructura es basa en la ideologia de la representació política i no de la gent en l'accés directe a les decisions polítiques, tenen com a objectiu guanyar el poder polític de l'Estat, i són expressions d'una oligarquia política econòmica o tradicional.
La diferència entre Michels i Nilda Viana és el fet que Michels, influenciat per Weber, considera que el predomini de la burocràcia en els partits polítics, especialment els partits feixistes, nazis, socialistes i comunistes, és una necessitat tècnica, mentre que en Nilda Viana, la burocratització de les parts es deriva d'un complex procés social i polític que condueix a l'expansió d'una nova classe social, la "burocràcia".
Així Nilda Viana i Robert Michels, coincideixen a afirmar que la burocràcia de partits és una fracció d'aquesta nova classe social. Aquesta burocràcia, sovint va més enllà de la seua funció d'assessorar el polític i passa a dictar normes sobre els partits polítics.

## Origen

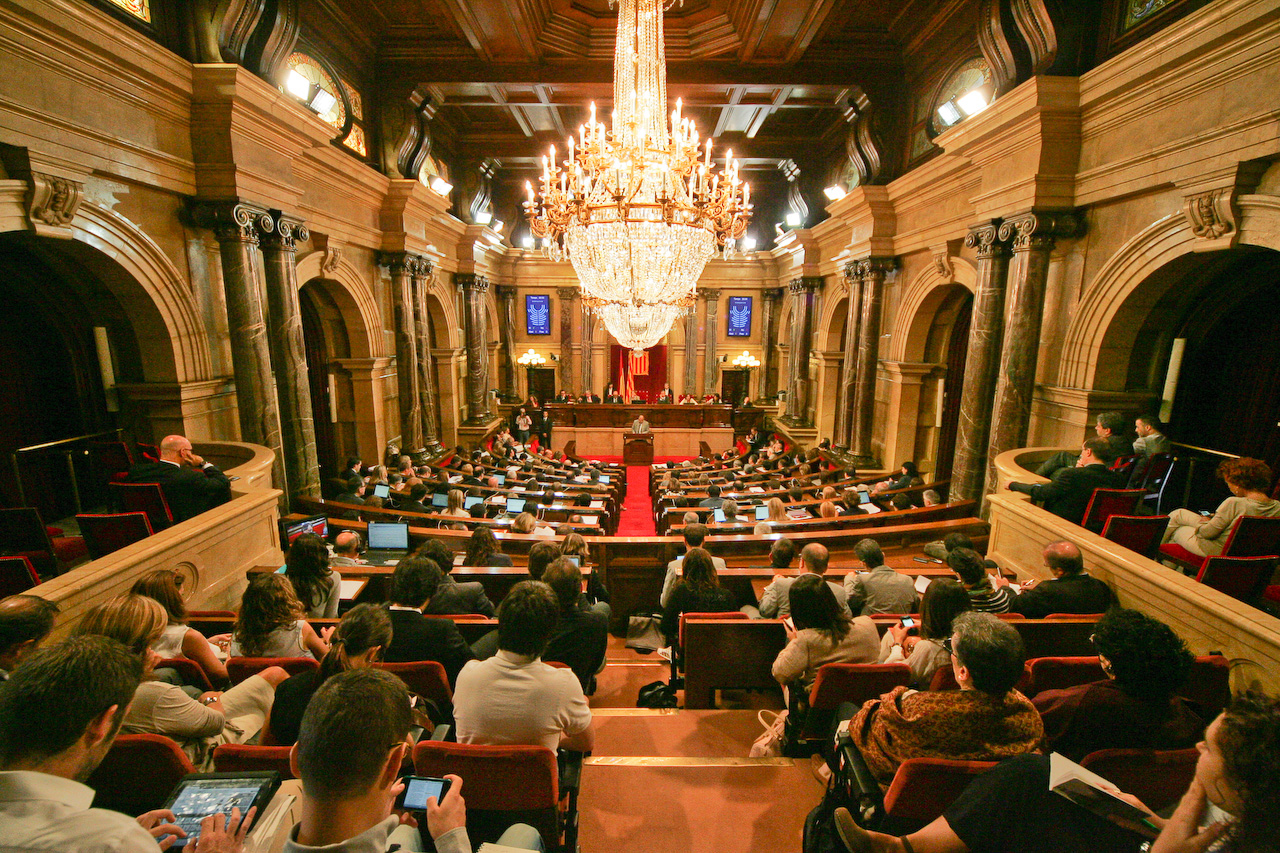
A Catalunya, tot i que les corts existien des del, les primeres eleccions parlamentàries amb partits polítics daten de 1932.

Sempre han existit grups que difereixen sobre el model de convivència de la societat i que competeixen els uns amb els altres, però els partits polítics amb una organització i funció específica sorgeixen a mitjans del segle xix a conseqüència del règim democràtic representatiu i de l'expansió del sufragi. Des d'un enfocament institucional Maurice Duverger diferència entre: 
- Partits de creació interna: naixen en el si del Parlament. En un principi es van presentar com a faccions que es disputaven el poder, per ex. els tories (conservadors) i els Whigs (liberals) a Anglaterra. Tenien una connotació negativa, es creia que actuaven en detriment del bé comú perseguint interessos egoistes. Però amb el temps es fa evident la impossibilitat de mantenir una relació directa entre el poble i els seus representants. Per respondre a les noves demandes socials cal una major organització. Passen d'un escenari d'inorganització a un altre de creixement organitzatiu.

- Partits de creació externa: sorgeixen a partir de la lluita per l'extensió dels drets polítics al pas del segle xix al xx. Apareixen estretament vinculats amb grups que realitzaven les seues activitats fora del Parlament com els sindicats, entitats religioses i diaris. Per exemple el Partit Laborista (Regne Unit). En canvi des d'un enfocament sociològic o genètic adquireixen rellevància certes divisions socials estructurals esdevingudes durant el procés de formació dels Estats nacionals i de l'economia moderna. Seymour Lipset i Stein Rokkan es refereixen a quatre fissures importants:

- Conflicte entre països centrals i perifèrics: diverses poblacions es resisteixen a les imposicions lingüístiques, religioses o polítiques de les grans potències colonitzadores. Sorgiment de partits regionals que reivindiquen la identitat cultural de certs grups.
- Problemes en la relació Església i Estat: es disputen el control de l'educació i l'ordenament de les demandes socials. Formació de partits confessionals i laics.
- Diferències entre el camp i la ciutat: emergeixen partits urbans i agraris.
- Tensions entre capitalistes i treballadors: la defensa de la propietat i la lliure empresa s'enfronten als reclams dels sindicats. Naixen els partits socialistes i els moviments obrers. Es consolida la distinció entre partits de dreta i d'esquerra.

## Tipus

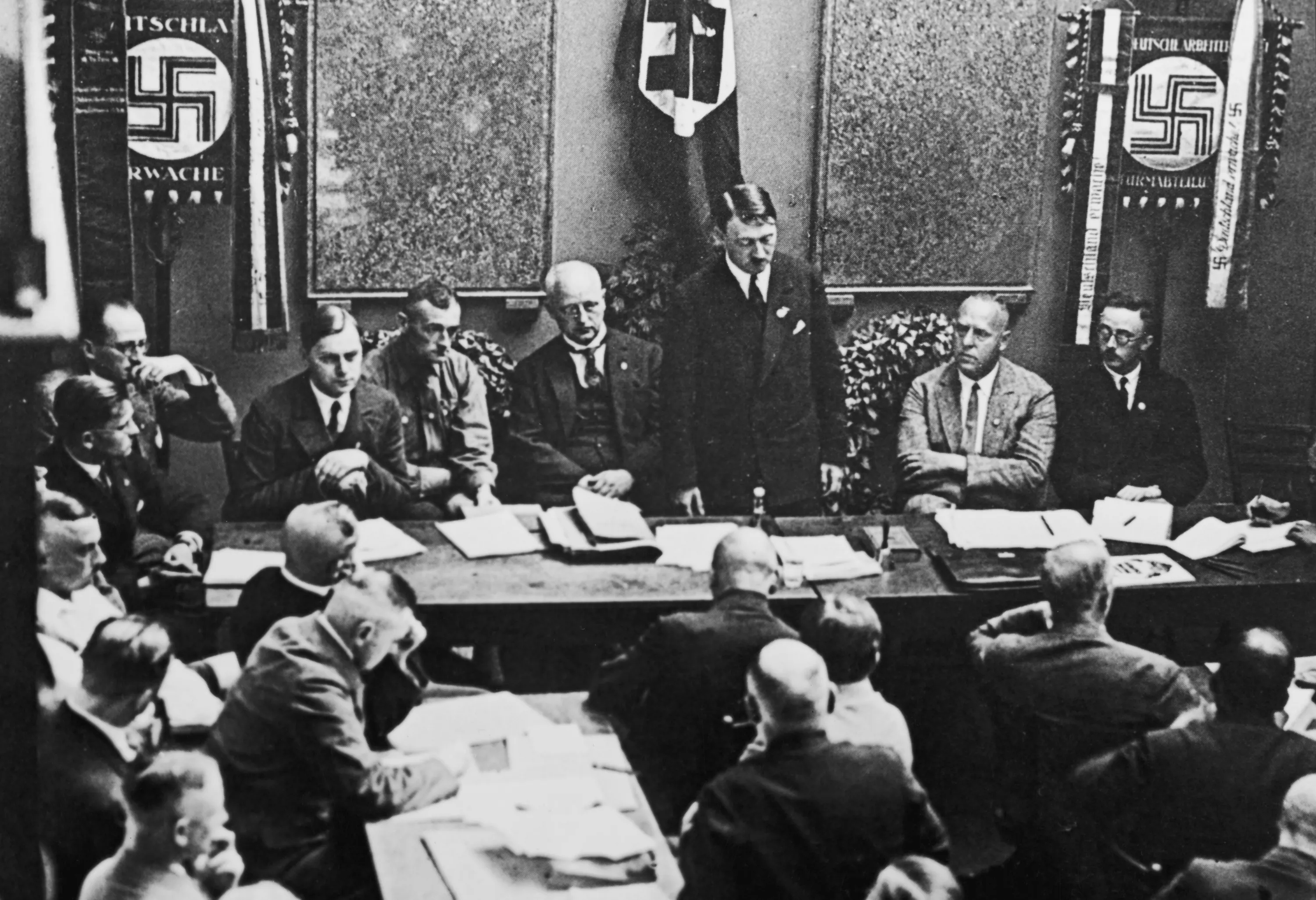
Refundació del Partit Nacionalsocialista Alemany dels Treballadors.

Richard Gunther i Larry Diamond es proposen com a objectiu reordenar les tipologies més importants. Van aconseguir diferenciar cinc gèneres: 
1. Partits de notables: naixen a la primera meitat del segle xix a Europa, en el marc de règims semidemocràtics i de sufragi censitari. Comptaven amb estructures organitzacionals mínimes, assentades sobre xarxes interpersonals d'un àmbit geogràfic reduït. Feblement ideologitzats. Basats en la distribució de beneficis particulars als residents.

1. Partits de masses: sorgeixen al tombant del segle xix al xx a Europa, s'estenen en l'actualitat a països asiàtics i africans. Es caracteritzen per tenir una organització sòlida i una àmplia base d'afiliats que aporten econòmicament al partit. Mantenen llaços forts amb organitzacions externes com sindicats, entitats religioses i mitjans de comunicació. Es classifiquen en: nacionalistes (pluralistes o ultranacionalistes) socialistes (socialdemòcrates o leninistes) i religiosos (confessionals o fonamentalistes).

1. Partits ètnics: es conformen principalment en l'etapa de la descolonització dels anys 60 'i 70'. Manquen d'una organització massa estesa i sofisticada. No tenen estructures programàtiques que incorporen a tota la societat. Utilitzen generalment la via electoral per aconseguir beneficis particularistes per als seus seguidors.

1. Partits electoralistes: es consoliden a la dècada del 70 'en el marc de l'expansió dels mitjans de comunicació i el declivi de l'Estat del benestar. Són febles quant a l'organització tot i que desenvolupen una gran activitat durant les campanyes electorals.

1. Partits movimentistes: sorgeixen a les democràcies postindustrials. Adopten característiques diverses depenent del context i la ideologia política. Abasta els partits llibertaris d'esquerra que es basen en la idea de "consens negatiu", és a dir que abasten una base de seguidors heterogènia però substancialment posicionada sobre diferents temes. Per ex. el Partit Verd (Alemanya). També inclou els d'extrema dreta que s'agrupen segons la recerca de principis com l'ordre, la tradició, la identitat i la seguretat. Aquests últims són hostils amb altres partits, amb l'Estat i el sistema en general; existeixen alguns principis xenòfobs i racistes. Per ex. el Partit Nacional a França.

## Funcions
Segons José Antonio Casanovas: 
- Socialització política i creació d'opinió
- Harmonització d'interessos
- Formació d'elits polítiques
- Canalització de peticions de la població cap als poders
- Reforçament i estabilització del sistema polític

Ascendent (quan flueixen des de la societat a l'Estat): 
- Estructuració del vot: ordenen la multiplicitat d'opcions electorals.
- Mobilització i integració social: encoratgen la participació política, la concurrència als comicis i l'assistència a actes públics.
- Agregació de demandes: les sistematitzen i prioritzen. Harmonitzen interessos sectorials integrant-los en un programa comú.
- Fomenten la socialització política: transmeten principis, projectes i idees que propicien l'aprenentatge cívic.
- Creació i orientació de l'opinió política.

Descendent (deriven de la interacció amb el govern): 
- Reclutament, formació i selecció de potencials líders polítics.
- Garanteixen la renovació de les autoritats mitjançant el consens i l'acceptació de les regles de la competència.
- Disseny, seguiment i avaluació de polítiques públiques.
- Control dels representants.
- Reforçament i estabilització del sistema polític.

## Organització dels partits polítics

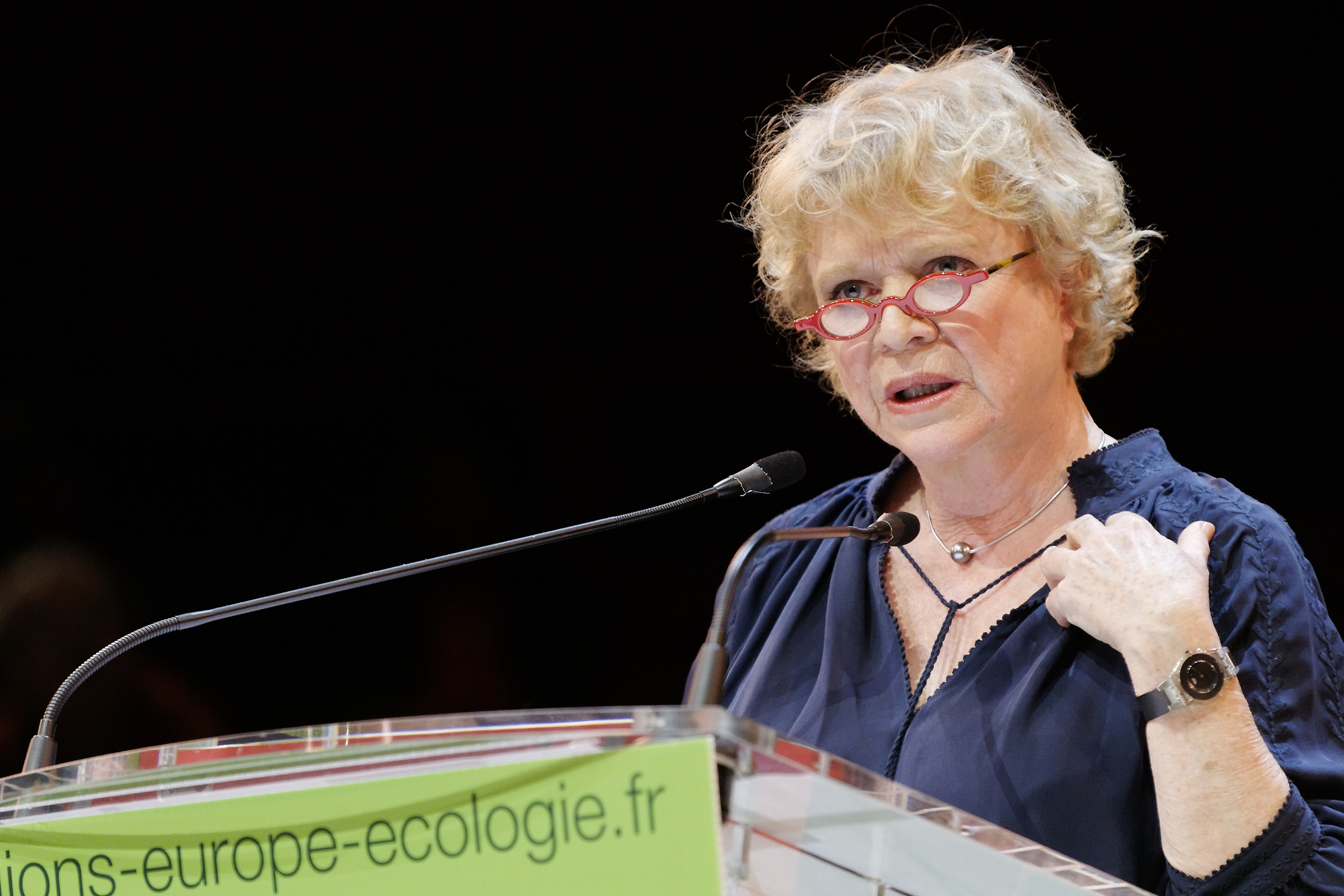
Representant del partit francès Europa Ecologia, candidata a les eleccions de 2012

Robert Michels, des d'un enfocament monocausal, planteja que la dimensió del partit polític és la variable fonamental que defineix la seua organització, atès que incideix en: 
- La Cohesió interna: en formacions polítiques petites és més fàcil un acord al voltant de valors i objectius. Però si augmenten les proporcions hi haurà una major heterogeneïtat.
- L'estil polític: les grans agrupacions són més pragmàtiques.
- La mobilització dels afiliats: la mida varia en sentit invers a la participació.
- La burocratització: a mesura que creix l'organització és més notable la divisió del treball. Es fomenten les desigualtats internes darrere de l'eficiència del partit.

Panebianco considera que no es pot establir un nexe tan rígid de causalitat. Afirma que els factors que defineixen el perfil de l'organització dels partits i que en permeten conèixer les expectatives de supervivència o èxit són: 
- Competència: mesura en què es converteix en un actor indispensable per exercir un paper determinat.
- Gestió de les relacions amb l'entorn: capacitat d'adaptació, aptitud per formular estratègies de negociació, establir aliances i conflictes amb altres organitzacions.
- Comunicació: control exercit sobre els canals d'informació interns i externs.
- Regles formals: és important conèixer qui tenen facultats per a modificar les normes, les possibles desviacions i el grau en què es compleixen els estatuts.
- Finançament: és un assumpte molt polèmic. Existeixen diferents criteris, alguns afirmen que ha de ser pública només durant les campanyes electorals per garantir la participació de tots els partits. Altres consideren que l'Estat ha d'ocupar-se de totes les despeses per al seu manteniment i funcionament. Això afectaria la independència dels partits. Aquells que s'inclinen pel finançament privat sostenen que els costos econòmics han d'abonar-los els ciutadans interessats. Es poden adoptar mesures negatives de limitació directa (establint un màxim de despeses permeses) o indirecta (obligar a donar publicitat de l'origen dels recursos i de la finalitat); o mesures positives de prestació directa (subvenció d'activitats) o indirecta (ajuts com destinar espais gratuïts a la televisió pública per als partits). La contribució pot ser segons els càrrecs obtinguts o en funció del percentatge de vots rebuts amb independència de si ha aconseguit o no representació. El més adequat és combinar ambdós criteris.
- Reclutament: definició dels requisits d'admissió, carrera i permanència.

### Composició dels partits polítics
- Coalició dominant o dirigents: concentra els recursos de poder i representa el centre de l'organització. Distribueixen incentius i interaccionen amb altres actors claus dins del sistema. Prenen les decisions principals quant a estratègies, acords i propostes. Dins d'aquesta elit es troben els líders que aconsegueixen captar vots de la gent i els notables que a causa del seu estatus socioeconòmica tenen una posició distingida en el partit.
- Candidats: potencials ocupants dels càrrecs públics electius, ja siguen de caràcter executiu o legislatiu. Són seleccionats pels altres membres del partit.
- Burocràcia: cos administratiu. La representativa està sotmesa a un doble sistema de control (jeràrquic i electoral intern), mentre que l'executiva està integrada per funcionaris designats i vigilats pels líders polítics.
- Tècnics i intel·lectuals: assessoren permanentment els dirigents, col·laboren en la redacció de projectes i assisteixen als candidats en èpoques de campanya electoral.
- Militants: membres que participen activament i de manera constant. Es dediquen a tasques com la difusió de les idees partidàries als carrers, la preparació d'actes i mobilitzacions, la realització d'assemblees, la incorporació de nous integrants, l'elaboració de cartells, pamflets i banderes, etc. Panebianco els subclasifica arribistes (estan interessats en algun tipus de benefici) o creients (convençuts ideològicament).
- Afiliats: estan inscrits en el padró del partit i aporten al seu finançament a través de quotes periòdiques. Limiten la seua participació en l'elecció interna dels candidats i autoritats. Ocasionalment concorren als actes partidaris i participen de les reunions.
- A més a l'exterior del partit poden trobar simpatitzants (es mostren favorables als seus principis però es mantenen apartats de l'organització) i votants fidels (conserven la seua preferència als llarg del temps, sempre opten per la mateixa alternativa).

## Constitució
Els promotors o fundadors del partit han de presentar una sol·licitud d'inscripció en el Registre de Partits Polítics que hi ha al Ministeri de l'Interior d'Espanya. En aquesta sol·licitud cal fer constar el nom i cognoms del sol·licitant, domicili, ciutat i número de telèfon de contacte. A més, cal adjuntar-hi una acta notarial, subscrita pels promotors del partit, amb expressa constància de les seves dades personals d'identificació (nom i cognoms, NIF, domicili, estat civil, professió...), en la qual s'insereixin o incorporin els estatuts pels quals es regirà la formació política, la llista dels integrants dels òrgans directius provisionals i el domicili social.
Els estatuts del partit, des d'un punt de vista merament formal, han de regular, almenys, els punts següents:
- Finalitats, entre les quals hi ha de figurar la de promoure la seva participació en les institucions de caràcter polític, mitjançant la presentació i suport de candidats en les corresponents eleccions.
- Denominació, que no pot coincidir amb la d'una altra formació ja inscrita. Seguint el que estableix la Llei orgànica 5/1985, de 19 de juny, del règim electoral general, és convenient que s'hi facin constar les sigles que adoptarà la formació, com també el símbol, ja que s'exigeixen a l'hora de la presentació de candidatures.
- Àmbit d'actuació (estatal, autonòmic, provincial o local)
- Domicili social
- Òrgans de representació, govern i administració, amb determinació de la seva composició, procediment d'elecció dels seus components i atribucions. L'assemblea general serà l'òrgan suprem de l'associació i estarà constituïda per tots els afiliats, que podran actuar directament o per mitjà de compromissaris. S'hi ha de fer constar el càrrec o l'òrgan que tindrà la representació legal del partit.
- Procediment d'admissió d'afiliats
- Drets i deures dels associats
- Règim disciplinari dels associats i causes per les quals es perd l'esmentada condició, entre les quals ha de figurar la decisió motivada dels òrgans rectors ratificada per l'assemblea general i la renúncia escrita de l'afiliat.
- Patrimoni, recursos econòmics i procediment de rendició de comptes. Portar el règim documental, que comprèn els llibres d'afiliats, d'actes, de comptabilitat, de tresoreria, d'inventaris i de balanços.
- Les causes d'extinció i la destinació del patrimoni en produir-se aquella.
- També es podrà definir l'estructura territorial que pogués tenir el partit i la constitució de seccions, com ara la juvenil.

Els partits polítics adquireixen personalitat jurídica per la inscripció en el Registre de Partits Polítics. Dins dels 20 dies següents a la presentació de la documentació completa en el Registre, el Ministeri de l'Interior fa la inscripció del partit i, excepte en els casos de suspensió d'aquest termini, un cop transcorreguts els 20 dies s'entén produïda la inscripció.

## Relació amb l'Estat
El desenvolupament dels partits moderns coincideix amb la incorporació política de les masses a final del segle xix. No obstant fins després de la Primera Guerra Mundial no es comença a reconèixer a aquests el paper que desenvolupen. Així les nombroses noves constitucions que es donen després de la primera guerra mundial comencen a reconèixer el paper d'aquests i els atorga un lloc i un estatut jurídic.
En diversos Estats els partits, sense tenir encara un reconeixement jurídic-constitucional explícit, comencen a jugar un rol de primer ordre en el funcionament del marc institucional en el que s'organitzen els poders públics de l'Estat de Dret: estableixen llistes de candidats, supervisen les operacions electorals, intervenen en les eleccions i, fins i tot, participen en la nominació dels òrgans parlamentaris i jurisdiccionals. No obstant això, no es produeix el reconeixement constitucional d'aquests fins després de la Segona Guerra Mundial.
És en el final d'aquesta guerra quan els partits assoleixen el seu reconeixement institucional: les constitucions aprovades amb posterioritat a aquest contenen, pràcticament sense excepcions, preceptes específicament dedicats als partits polítics. Dits preceptes, amb diverses formulacions i graus d'intensitat, vénen a reconèixer la centralitat del paper d'aquests partits en el funcionament dels mecanismes democràtics.
D'aquesta manera la Constitució italiana de 1947, la llei Fonamental de la República Federal d'Alemanya de 1949 i la Constitució francesa de 1958, incorporen els partits polítics com a instrument fonamentals en la intermediació política entre la societat i les institucions polítiques.
Així mateix ho fan aquells països que construeixen els seus règim democràtics en els anys setanta, després de la caiguda de les darreres dictadures de l'Europa occidental: Grècia el 1975, Portugal el 1976 i Espanya el 1978, els quals inclouen els partits polítics en la seva nova estructura constitucional.
Finalment, els països de l'Europa central i de l'est que, a partir de la caiguda dels règims comunistes el 1989, han incorporat també el reconeixement dels partits polítics en les seves normes fonamentals, contraposant l'existència d'una pluralitat de partits al que havia estat el monopoli d'un únic partit, en moltes ocasions també reconegut en les seves anteriors constitucions de caràcter totalitari i no democràtic.

### Partits polítics a la constitució espanyola de 1978
La Constitució espanyola de 1978 segueix la tendència iniciada després de la Segona Guerra Mundial i incorpora el reconeixement dels partits polítics en el seu articulat: l'article 6 d'aquesta determina el seu paper, funcions i estructura:
| «                                                       | Els partits polítics expressen el pluralisme polític, concorren a la formació i manifestació de la voluntat popular i són instrument fonamental per a la participació política. Podran ser creats i exerciran la seva activitat lliurement dins el respecte a la Constitució i a la Llei. L'estructura interna i funcionament hauran de ser democràtics. | » |
| — Títol Preliminar article6. Constitució Espanyola 1978 | |   |

D'una banda, la primera part de l'article estableix una mena de catàleg de les funcions dels partits polítics: que són expressió del pluralisme polític, que concorren a la formació i manifestació de la voluntat popular, i que són instruments fonamentals per a la participació política.
D'altra banda, en els dos punts següents es determinen la llibertat de creació i actuació i es prescriu la necessitat que estiguin dotats d'una estructura interna i d'un funcionament democràtics.
Així mateix els partits són sotmesos a un seguit de lleis, la primera de les quals fou la Llei de Partits Polítics –Llei 54/1978 de 4 de desembre de 1978– aprovada uns dies abans del referèndum constitucional. Dita llei fou modifica posteriorment, l'any 2009 les lleis que regeixen el règim jurídic dels partits d'Espanya són les següents:
- Llei Orgànica 5 / 1985, de 19 de juny, del Règim Electoral General.
- Llei orgànica 1 / 2002, reguladora del Dret d'Associació.
- Llei Orgànica 6 / 2002, de 27 de juny, de Partits Polítics.
- Llei Orgànica 8 / 2007, de 4 de juliol, sobre Finançament dels Partits Polítics.
- Reial Decret 2281/1976, de 16 de setembre, pel qual es regula el Registre d'Associacions Polítiques.

## Crítica

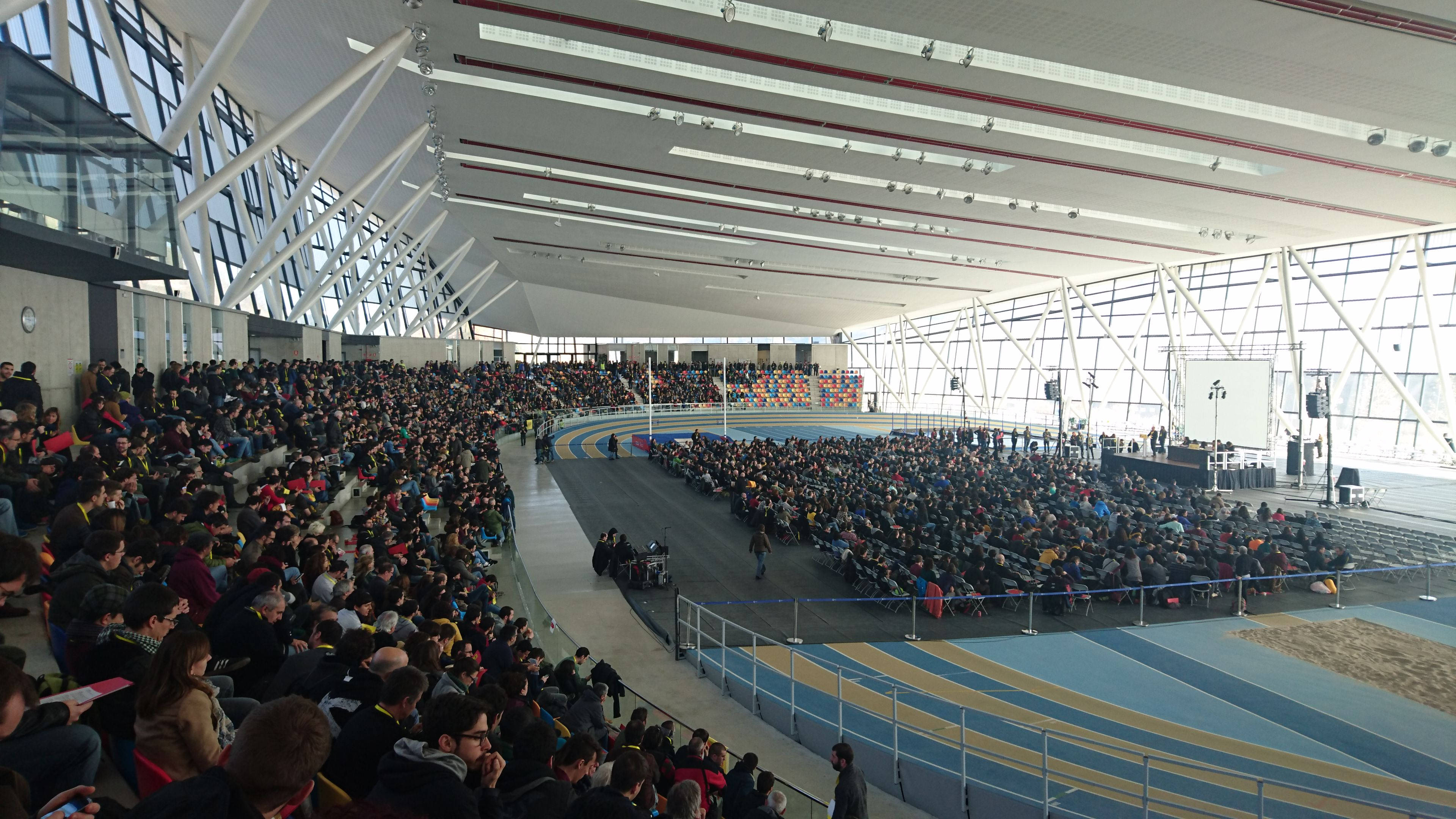
Assemblea d'un partit polític.

El 1903 Moisei Ostrogorski assenyalava que els partits representaven un obstacle per a la bona marxa de la democràcia. Roberto Michels apuntava el 1919 que era el funcionament dels partits, que definia com a oligàrquic i personalista, allò que no era democràtic. I Max Weber, des de posicions d'anàlisi favorables als partits, reflexionava també el 1919 sobre el fet que el poder dins els partits es trobés en mans dels permanents, és a dir dels quadres o funcionaris a sou del partit i responsables de la continuïtat del treball a l'interior de l'organització, o fins i tot en mans d'aquelles personalitats que dominen personalment o financerament «l'empresa».
Cap a la fi del segle xx es començà qüestionant el paper dels partits polítics, per part de molts sectors de la societat, s'imposà la d'idea que els partits polítics com un instrument força obsolet i poc àgil per tal d'assolir l'ideal de la representació de la societat i continuar essent l'intermediari natural entre el sistema polític i l'espai de la ciutadania. Les crítiques cap als partits sorgiren de parts de la societat que reclamaven més transparència en els seus actes i activitats, més democràcia interna i l'abandonament d'una pràctica habitual, segons alguns, d'unes direccions proclius a perpetuar el seu poder en la lluita pel poder.
Els partits polítics, al segle xx i inici del Plantilla:Verslata, es caracteritzen per tenir una estructura i una organització pensades per a una societat en fase d'industrialització, de modernització, de transvasament del camp a la ciutat, de lluites de classe. Però que encara no s'han adaptat a la societat postindustrial, de la comunicació, de la informació i de la globalització. En una concepció clàssica del partit, la direcció política (el símbol del partit com a col·lectiu) se situaria per sobre del líder electoral; no obstant la mediatització de les campanyes electorals (en la dècada del 1990)el líder electoral té un pes específic que transcendeix el seu propi partit, situant en un segon pla el paper dels afiliats i militants, i també del partit com a agent conductor, intermediari entre el partit i la societat, potenciant així la visió dels partits com a organitzacions tancades, endogàmiques, on les batalles internes es produeixen pel repartiment del poder i dels càrrecs, mentre el debat de les idees, dels valors, queda en molts casos relegat.

## Partits polítics dels territoris de parla catalana

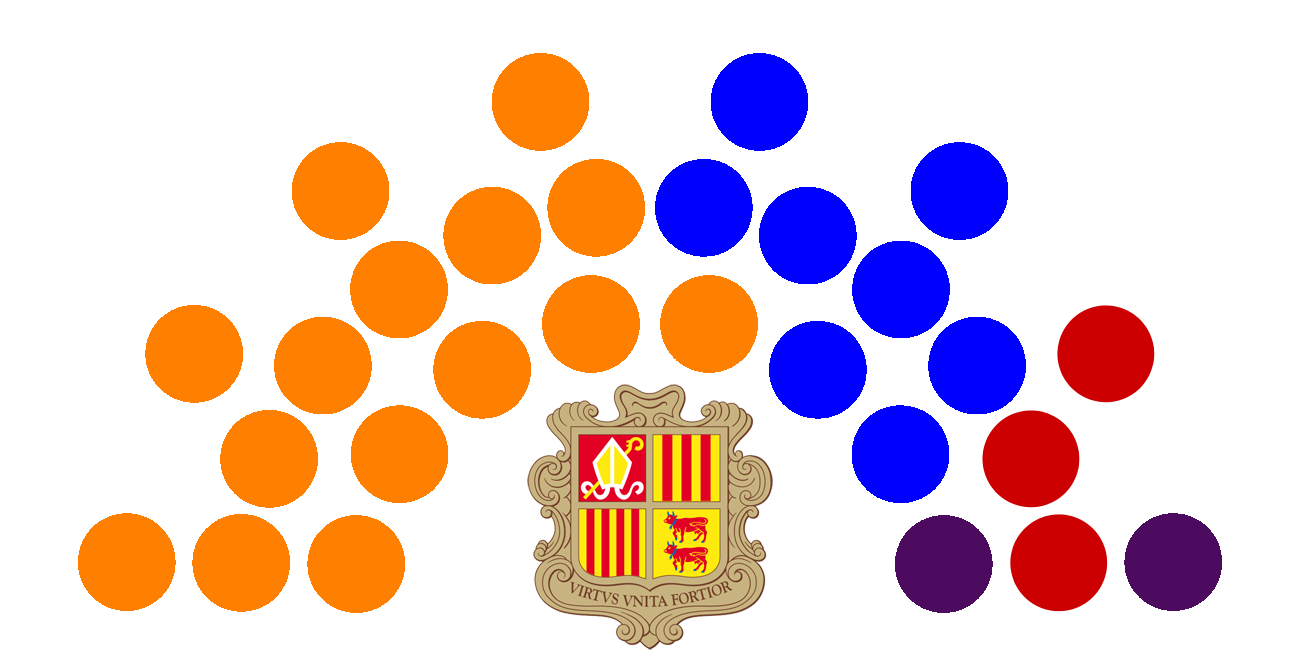
Estructura parlamentària per partits polítics a Andorra, en 2015.

- Vegeu: Partits polítics dels Països Catalans

Els principals partits polítics dels territoris de parla catalana són:

### Partits polítics de les Illes Balears
Aquests són alguns partits polítics de les Illes Balears:
- Unió Mallorquina fou fundada l'octubre de 1982, principalment com a continuació nacionalista de la Unió del Centre Democràtic (UCD).
- Partit dels Socialistes de les Illes Balears (PSIB-PSOE) creat el 1990.
- Federació PSM-Entesa Nacionalista (PSM-EN) creat el 1976.
- Esquerra Unida de les Illes Balears depèn d'Izquierda Unida.
- Partit Popular Balear és la secció local del Partit Popular
- Esquerra Republicana - Illes Balears i Pitiüses és la federació regional d'Esquerra (ERC)

### Partits polítics de Catalunya
Partits polítics parlamentaris catalans:
- Convergència i Unió: Convergència Democràtica de Catalunya (de forma abreviada, CDC) és un partit polític liberal i nacionalista català creat el 17 de novembre de 1974 a Montserrat a l'entorn de la figura de Jordi Pujol. La seva situació en l'eix esquerra/dreta pot resultar polèmica. Si bé en els seus inicis es declarà de centreesquerra, amb els anys ha anat evolucionant cap a posicions de centre. Des de 1978 es va col·ligar amb Unió Democràtica de Catalunya formant "Convergència i Unió", aliança que el 2 de desembre de 2001 es va transformar en federació. CiU va guanyar les primeres eleccions autonòmiques de Catalunya el 1980 i va governar de manera continuada fins al 2003.
- Esquerra Republicana de Catalunya (de forma abreviada, ERC) és un partit català que es defineix d'esquerra socialdemòcrata, favorable a la independència de Catalunya i dels Països Catalans.
- Partit dels Socialistes de Catalunya (PSC), és un partit polític català, d'ideologia socialdemòcrata creat el 16 de juliol de 1978 i radicat a Catalunya. És el resultat de la fusió entre el Partit Socialista de Catalunya-Congrés, el Partit Socialista de Catalunya-Reagrupament i la Federació Catalana del PSOE a Barcelona el 1978.
- Iniciativa per Catalunya (IC) és un partit polític ecosocialista d'àmbit català, es crea com a federació de partits polítics formada inicialment pel Partit Socialista Unificat de Catalunya (PSUC), l'Entesa dels Nacionalistes d'Esquerra (ENE) i el Partit dels Comunistes de Catalunya (PCC), el 23 de febrer de 1987.
- Partit Popular Català és la delegació del Partit Popular espanyol a Catalunya. Va ser creat el gener de 1989 amb el naixement del Partit Popular, hereu d'Alianza Popular.
- Ciutadans - Partit de la Ciutadania
- Candidatura d'Unitat Popular (CUP) es configura com a organització política assembleària d'abast i àmbit nacional, que s'estén arreu dels Països Catalans. Es defineix com a independentista i a l'esquerra dels partits

### Partits polítics de la Catalunya del Nord
- Unitat Catalana (UC) es va formar arran de la candidatura a les eleccions regionals del 1986, els seus militants procedien del moviment cultural i de diferents grups ideològics, des de regionalistes a antics militants d'Esquerra Catalana dels Treballadors. El 1986 es presentà per primer cop a eleccions.

- Esquerra Republicana - Catalunya del Nord, federació regional d'Esquerra Republicana de Catalunya (ERC).

### Partits polítics del País Valencià
- Partit Popular de la Comunitat Valenciana és la secció local del Partit Popular.
- Partit Socialista del País Valencià és el nom que rep el Partit Socialista Obrer Espanyol al País Valencià (en sigles, PSPV-PSOE), encara que originàriament el PSPV era un partit independent fundat el 1974 (més aviat una refundació de l'antic Partit Socialista Valencià), que es va fusionar amb el PSOE.
- BLOC Nacionalista Valencià (en sigles, BLOC), també conegut com a BNV', d'ideologia valencianista, nacionalista valenciana i progressista.[12] Es crea el 12 de desembre de 1998 com a coalició electoral, a partir de la integració de la Unitat del Poble Valencià, el Partit Valencià Nacionalista i Nacionalistes d'Alcoi, i es convertí en federació en el Congrés celebrat el 2000 i en partit polític al congrés de 2002.
- Esquerra Republicana del País Valencià (ERPV) és un partit polític històric d'esquerres independentista que proposa l'autodeterminació del País Valencià i la seua confederació en igualtat en un estat independent i republicà amb la resta de territoris de parla catalana, els Països Catalans.[13]

## Partits polítics del món
- Partits polítics a Àfrica
- Partits polítics a Amèrica del Nord
- Partits polítics a Amèrica del Sud
  - Partits polítics a l'Uruguai
- Partits polítics a Amèrica Central i el Carib
- Partits polítics a Àsia
- Partits polítics a Europa
  - Partits polítics a Catalunya
    - Partits polítics catalans anteriors al 1939

  - Partits polítics a Espanya
  - Partits polítics a França
- Partits polítics a Oceania